# نیکلاس نیکلبی (فیلم ۱۹۱۲)
«نیکلاس نیکلبی» (انگلیسی: Nicholas Nickleby (1912 film)) یک فیلم به کارگردانی جورج نیکولز است که در سال ۱۹۱۲ منتشر شد.